# Opisthadena cheni
Opisthadena cheni är en plattmaskart. Opisthadena cheni ingår i släktet Opisthadena och familjen Hemiuridae. Inga underarter finns listade i Catalogue of Life.